# Espacio familiar
Se trata de un servicio orientado a las familias con niños menores de 3 años que no están escolarizados. 
Es un espacio de juego y relación, donde los niños pueden explorar y relacionarse entre ellos y con los adultos y donde las familias pueden compartir su experiencia de educar y hacer crecer sus hijos. Tienen preferencia las familias en riesgo de exclusión social.
Al mismo tiempo, es un espacio de detección de necesidades (tanto aquellas manifestadas por la misma familia como las detectadas desde el espacio) que ayuda a evitar así la generación de situaciones de riesgo para los niños.

## Profesionales
Los espacios familiares están dirigidos por profesionales de la educación, de la salud y el bienestar. Forman el equipo: profesoras, educadoras infantiles, educadoras sociales, enfermeras, psicólogas y psiquiatras.

## Objetivos[2]
- Mejorar las habilidades de crianza

- Vivenciar otros modelos de interacción compartiendo espacios de socialización con otros padres y madres y otros niños.
- Favorecer la autonomía y creación de relaciones entre familias.
- Facilitar un espacio de escucha y contención emocional para familias y niños.
- Promover espacios de reflexión y trabajo en grupo sobre temas que despiertan interés.

## Espacios familiares en Cataluña
La Asociación de Profesionales de Espacios Familiares en Cataluña (APEFAC), que reúne unos 60 socios que trabajan o han trabajado en este servicio, tiene contabilizados 80 espacios familiares repartidos por una cuarentena de municipios de Cataluña. La gran mayoría están en Barcelona, pero también empieza a haber más en Lérida y Tarragona.

### Barcelona
- Espacio Familiar 0-3 Cadí-Raval
- Espacio Familiar Casa de los Colores
- Espacio Familiar Buen Pastor
- Espai Familiar El Torrent
- Espai Familiar Els Tres Tombs
- Espacio Familiar y Centro Abierto Sant Martí
- Espacio Familiar la Vela (Casal del Barri Besòs)
- Espacio Familiar El Petit Drac
- Espacio Familiar y Centro Abierto Les Corts-Sants